# Mistrzostwa Europy w Judo 1992
41. Mistrzostwa Europy w Judo odbywały się w 1992 roku w Paryżu (Francja), a turniej drużynowy w Leonding, w dniach 24-25 października.

## Mężczyźni
| Konkurencja: | Złoto | Srebro | Brąz |
| -60kg        | Nazim Hüseynov | Philippe Pradayrol | Keith Gough Raik Arnhold |
| -65kg        | Benoît Campargue | Vsevolods Zeļonijs | Iwan Netow Francisco Lorenzo |
| -71kg        | Norbert Haimberger | Bruno Carabetta | Oren Smadża Joaquín Ruiz |
| -78kg        | Marko Spittka | Olivier Schaffter | Bertrand Damaisin Szarip Warajew |
| -86kg        | Pascal Tayot | Adrian Croitoru | Giorgio Vismara León Villar |
| -95kg        | Stéphane Traineau | Dmitrij Siergiejew | Luigi Guido Antal Kovács |
| +95kg        | Frank Möller | Siergiej Kosorotow | Dennis Raven David Douillet |
| +            | Thomas Müller | Georges Mathonnet | Harry Van Barneveld Elvis Gordon |
| Drużynowo    | Francja · Thierry Harismendy · Hamid Abdoune · Patrick Rosso · Bertrand Damaisin · Pascal Tayot · Stéphane Traineau · Patrice Rognon | Niemcy · Richard Trautmann · Udo Quellmalz · Stefan Dott · Peer Schmidt · Bernd Pirpamer · Marc Meiling · Frank Möller · (Martin Schmidt, Uwe Frenz · Detlef Knorrek, Henry Stöhr ) | Wielka Brytania · Julian Davies · Jean-Paul Bell · Owen Pinnock · Martin Mac Sorley · John Tierney · Daniel Sargent · Elvis Gordon · WNP · Ruslan Gamzatov · Oleg Karpov · Arsen Aivazyan · Valentin Merkulov · Givi Gaurgashvili · Sergej Klischin · Siergiej Kosorotow |

## Kobiety
| Konkurencja: | Złoto | Srebro | Brąz |
| -48kg        | Cécile Nowak | Yolanda Soler | Annikka Mutanen Giovanna Tortora |
| -52kg        | Loretta Doyle | Jessica Gal | Heidi Goossens Alessandra Giungi |
| -56kg        | Nicola Fairbrother | Nicole Flagothier | Catherine Arnaud Miriam Blasco |
| -61kg        | Bogusława Olechnowicz | Frauke Eickhoff | Jelena Pietrowa Begoña Gómez |
| -66kg        | Emanuela Pierantozzi | Heidi Rakels | Jelena Kotielnikowa Alexandra Schreiber |
| -72kg        | Laetitia Meignan | Ulla Werbrouck | Irene de Kok Karin Krueger |
| +72kg        | Swietłana Gundarienko | Claudia Weber | Monique van der Lee Renata Szal |
| +            | Angelique Seriese | Simona Richter | Karin Kutz Natalina Lupino |
| Drużynowo    | Francja · Sylvie Meloux · Dominique Berna · Armelle Iost · Catherine Fleury-Vachon · Alice Dubois · Laetitia Meignan · Natalina Lupino | Holandia · Agnès Endel · Veronique Akkermans · Jessica Gal · Jenny Gal · Claudia Zwiers · Irene de Kok · Angelique Seriese | Wielka Brytania · Philippa Gemmill · Elise Summers · Nicola Fairbrother · Kirstie Weir · Kate Howey · Rowena Sweatman · Kerry Knowles · WNP · Gyulshan Shirinova · Marina Kowrigina · Tatyana Gavrilova · Tatjana Bogomiagkowa · Jelena Kotielnikowa · Tatyana Belyaeva · Irina Rodina |

## Klasyfikacja medalowa
| Miejsce | Państwo         | Złoto | Srebro | Brąz | Razem |
| ------- | --------------- | ----- | ------ | ---- | ----- |
| 1       | Francja         | 7     | 3      | 4    | 14    |
| 2       | Niemcy          | 3     | 3      | 4    | 10    |
| 3       | WNP             | 2     | 2      | 4    | 8     |
| 4       | Wielka Brytania | 2     | 0      | 3    | 5     |
| 5       | Holandia        | 1     | 2      | 3    | 6     |
| 6       | Włochy          | 1     | 0      | 4    | 5     |
| 7       | Polska          | 1     | 0      | 1    | 2     |
| 8       | Austria         | 1     | 0      | 0    | 1     |
| 10      | Belgia          | 0     | 3      | 2    | 5     |
| 11      | Rumunia         | 0     | 2      | 0    | 2     |
| 12      | Hiszpania       | 0     | 1      | 5    | 6     |
| 13      | Łotwa           | 0     | 1      | 0    | 1     |
| –       | Szwajcaria      | 0     | 1      | 0    | 1     |
| 15      | Bułgaria        | 0     | 0      | 1    | 1     |
| –       | Finlandia       | 0     | 0      | 1    | 1     |
| –       | Węgry           | 0     | 0      | 1    | 1     |
| –       | Irlandia        | 0     | 0      | 1    | 1     |
| –       | Izrael          | 0     | 0      | 1    | 1     |